# Svazek obcí Mikroregionu Moravskoberounsko
Svazek obcí Mikroregionu Moravskoberounsko je svazek obcí dle §49 zákona 128/2000 Sb.o obcích v okresu Olomouc, jeho sídlem je Moravský Beroun a jeho cílem je vzájemná spolupráce v oblastech kultury, sportu, živ. prostředí, rozvoje obcí, výměna zkušeností, podpora turistiky, spolupráce na přípravě projektů, strategií. Sdružuje celkem 6 obcí a byl založen v roce 2006.

## Obce sdružené v mikroregionu
- Domašov nad Bystřicí
- Horní Loděnice
- Hraničné Petrovice
- Moravský Beroun
- Norberčany
- Jívová